# Stanisław Winiarczyk
Stanisław Jan Winiarczyk (ur. 1956) – polski lekarz weterynarii, profesor doktor habilitowany nauk weterynaryjnych, specjalność epizootiologia. Od 2022 dyrektor Państwowego Instytutu Weterynaryjnego - Państwowego Instytutu Badawczego.

## Życiorys
Do 2016 dziekan Wydziału Medycyny Weterynaryjnej Uniwersytetu Przyrodniczego w Lublinie, kierownik Katedry Epizootiologii i Kliniki Chorób Zakaźnych na tymże wydziale oraz członek zarządu Polskiego Towarzystwa Nauk Weterynaryjnych, kierownik specjalizacji lekarsko-weterynaryjnej Choroby psów i kotów. Tytuł profesora otrzymał w 2002. 18 września 2017 został doktorem honoris causa Lwowskiego Narodowego Uniwersytetu Medycyny Weterynaryjnej i Biotechnologii we Lwowie.
W 2019 został członkiem Rady Doskonałości Naukowej I kadencji.
W 2016 i w 2020 kandydat na rektora Uniwersytetu Przyrodniczego w Lublinie.
W grudniu 2022 został dyrektorem Państwowego Instytutu Weterynaryjnego – Państwowego Instytutu Badawczego.
Odznaczony Srebrnym (2004) i Złotym (2022) Krzyżem Zasługi.